# Acraea guichardi
Acraea guichardi är en fjärilsart som beskrevs av Gabriel 1949. Acraea guichardi ingår i släktet Acraea och familjen praktfjärilar. Inga underarter finns listade i Catalogue of Life.